# Luzonsångare
Luzonsångare (Phylloscopus cebuensis) är en fågel i familjen lövsångare inom ordningen tättingar.

## Utseende och läten
Luzonsångaren är olivgrön på ryggen, olivgul på vingar och stjärt, med mörk hjässa och mörkt ögonstreck. Den har vidare ljus buk, citrongult på strupe och i ett ögonstreck samt gult under stjärtroten. Benen är mörka, näbben mörk ovan och orangefärgad under. Den liknar mindanaosångaren, men har ljusgul strupe. Den skiljer sig från lövsångare av typen nordsångare genom avsaknad av vingband. Sången består av varierade ljusa visslingar uppblandat med stammande drillar.

## Utbredning och systematik
Luzonsångare förekommer i Filippinerna. Den delas in i tre underarter med följande utbredning:
- Phylloscopus cebuensis luzonensis – förekommer på norra och centrala Luzon
- Phylloscopus cebuensis sorsogonensis – förekommer på södra Luzon
- Phylloscopus cebuensis cebuensis – förekommer på Cebu och Negros

### Släktestillhörighet
DNA-studier visar att släktet Phylloscopus är parafyletiskt gentemot Seicercus. Dels är ett stort antal Phylloscopus-arter närmare släkt med Seicercus-arterna än med andra Phylloscopus (däribland luzonsångare), dels är inte heller arterna i Seicercus varandras närmaste släktingar. Olika taxonomiska auktoriteter har löst detta på olika sätt. De flesta expanderar numera Phylloscopus till att omfatta hela familjen lövsångare, vilket är den hållning som följs här. Andra flyttar bland andra luzonsångare till ett expanderat Seicercus.

### Familjetillhörighet
Lövsångarna behandlades tidigare som en del av den stora familjen sångare (Sylviidae). Genetiska studier har dock visat att sångarna inte är varandras närmaste släktingar. Istället är de en del av en klad som även omfattar timalior, lärkor, bulbyler, stjärtmesar och svalor. Idag delas därför Sylviidae upp i ett antal familjer, däribland Phylloscopidae. Lövsångarnas närmaste släktingar är familjerna cettior (Cettiidae), stjärtmesar (Aegithalidae) samt den nyligen urskilda afrikanska familjen hylior (Hyliidae).

## Status och hot
Arten har ett stort utbredningsområde, men tros minska i antal, dock inte tillräckligt kraftigt för att den ska betraktas som hotad. Internationella naturvårdsunionen IUCN listar arten som livskraftig (LC).